# Atze Schröder

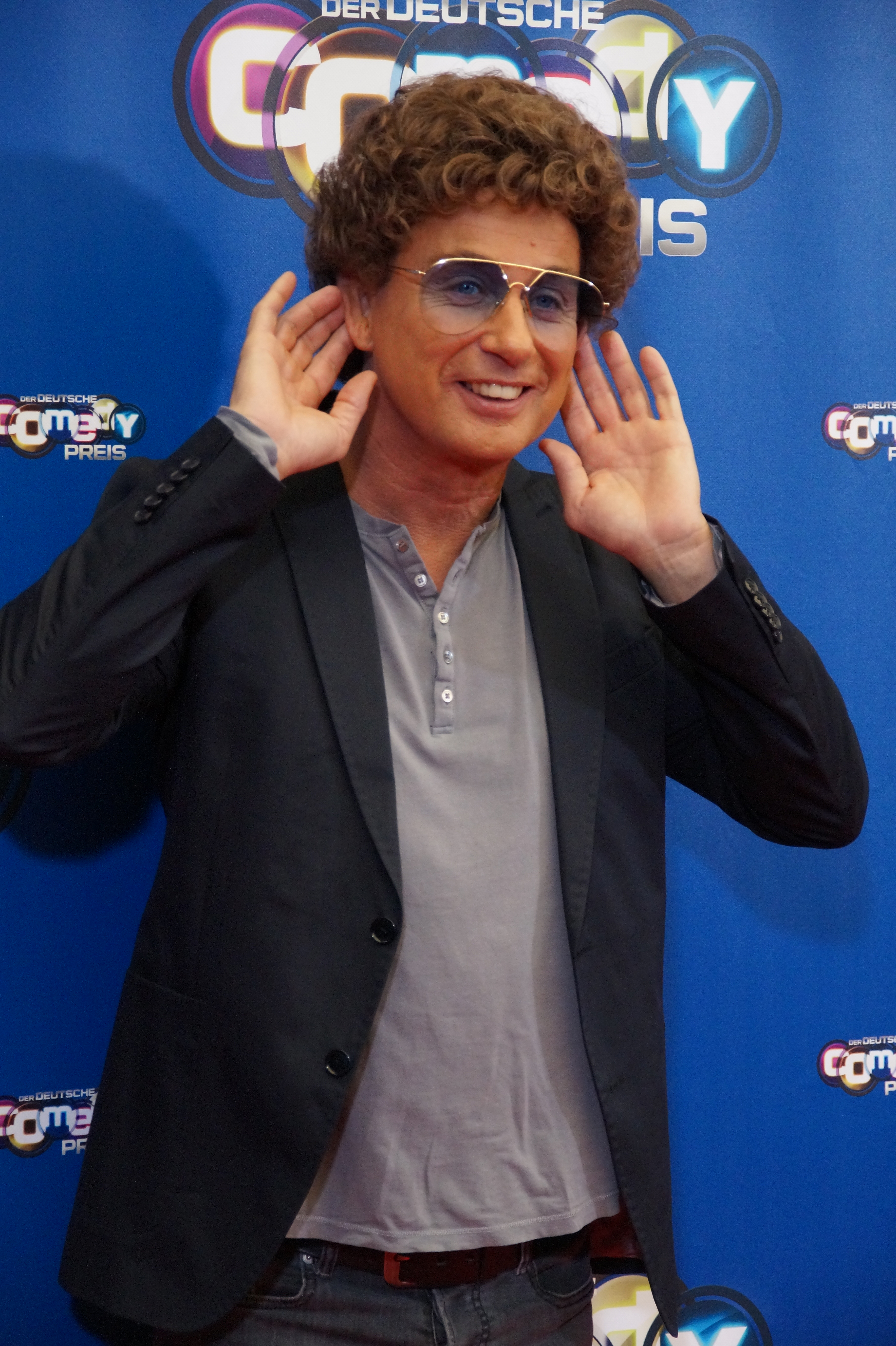
Atze Schröder beim Deutschen Comedypreis 2016, in Köln

Atze Schröder ist eine deutsche Comedy-Kunstfigur. Bekannt wurde sie insbesondere durch Fernsehshows und die TV-Serie Alles Atze.

## Auftritte

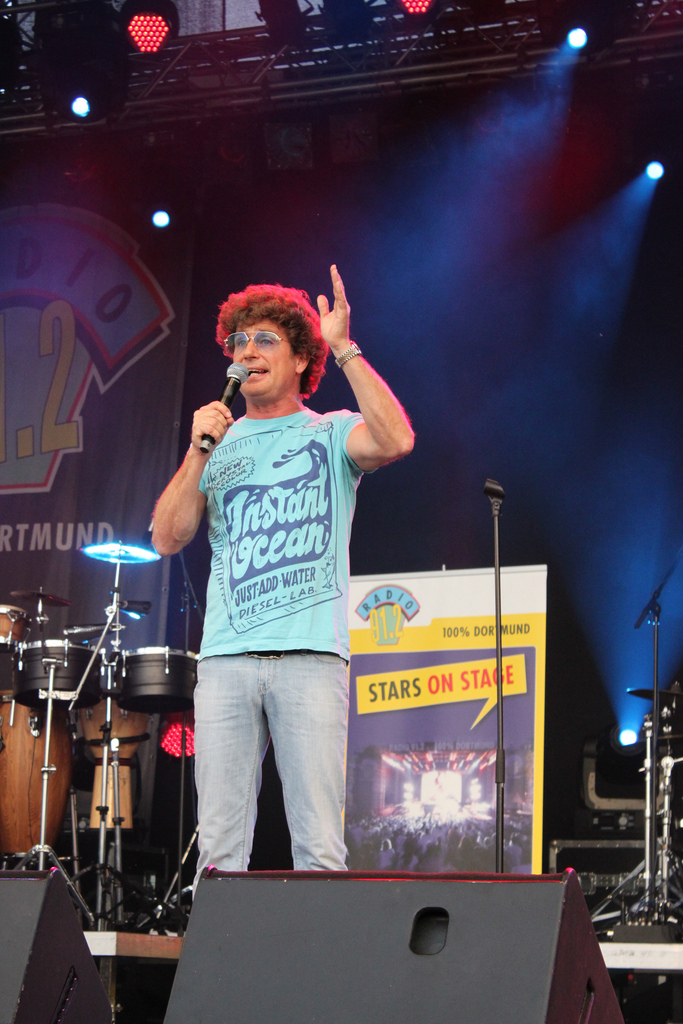
Atze Schröder bei den Feierlichkeiten zur Flutung des Dortmunder Phoenix-Sees (2010)

Die Ruhrdeutsch sprechende Figur Atze Schröder entstand 1995 bei Auftritten auf deutschen Kleinkunstbühnen wie im Schmidt-Theater in Hamburg. Anschließend folgte die erste Deutschland-Tournee. Ab Ende der 1990er Jahre trat der Darsteller des Atze Schröder mit Mickie Krause als Hardies Pop Show in Discos mit Schlagern auf. Zusammen mit Richie Arndt trat er in der Top-40-Band Skydogs auf.
Größere Bekanntheit erlangte die Figur durch Auftritte in der Stand-up-Comedy-Sendung Quatsch Comedy Club (ProSieben) sowie durch die Fernsehsendung Alles Atze, die von 1999 bis 2006 von RTL gesendet wurde. Im Kinofilm 7 Zwerge – Männer allein im Wald (2004) trat sie als Hofnarr auf. Für Alles Atze erhielt Atze Schröders Darsteller Unterricht bei Peter Clös.
Atze Schröder moderierte 2000 und von 2002 bis 2007 die Verleihung des Deutschen Comedypreises. Von Mitte Dezember 2008 bis 2012 moderierte er jährlich den Comedy Adventskalender auf RTL. Anfang Januar 2010 übernahm er die Gastgeberschaft der Sendung Der Comedy Olymp. 2011 erhielt der Darsteller für seinen Auftritt als Atze Schröder den Deutschen Comedypreis in der Kategorie Bestes TV-Soloprogramm für Revolution. Seit September 2019 moderiert er das Comedyformat NightWash.
2021 spielte er in dem von Kay Otto gedrehten Musikvideo Der wichtigste Finger einer Faust von Jupiter Jones mit.

## Podcasts
Seit Februar 2019 betreibt der Darsteller in seiner Rolle als Atze Schröder gemeinsam mit Till Hoheneder den Podcast Zärtliche Cousinen, mit dem sie auch auf Tour gehen. Im wöchentlichen Podcast Betreutes Fühlen von Atze Schröder und Leon Windscheid geht es um Themen wie Ängste, Depressionen, Polyamorie oder Einsamkeit. In diesem Zusammenhang trat er 2024 auch bei einer Konferenz der Landesregierung Nordrhein-Westfalen auf, bei der Aspekte und Ursachen von Einsamkeit thematisiert wurden.

## Kontroversen

### Offenlegung der Identität des Darstellers
Der Darsteller des Atze Schröder lehnt eine Offenlegung seiner bürgerlichen Identität ab und ging erfolgreich mit Gerichtsverfahren gegen entsprechende Veröffentlichungen vor. So gewann er 2005 die Klage gegen die Boulevardzeitung Bild, die ein Foto ohne Perücke veröffentlicht hatte. Ebenfalls konnte er sich 2006 gegen die Nennung seines bürgerlichen Namens im Weser-Kurier wehren. Die Klage, die 2007 die Löschung seines Namens aus dem Artikel zu seiner Bühnenfigur in der deutschsprachigen Wikipedia zum Ziel hatte, wurde nach der Streichung der Information aus dem Artikel zurückgenommen. Die Kosten des Rechtsstreits musste der Darsteller Atze Schröders tragen, da er nicht dargelegt hatte, inwiefern sein Interesse an Anonymität das Interesse der Öffentlichkeit an deren Aufhebung überwiege.

### Gerichtliche Auseinandersetzungen
Im Bühnenprogramm Schmerzfrei machte sich der Darsteller als Atze Schröder über den Schauspieler Fritz Wepper und dessen Beziehung mit einer 33 Jahre jüngeren Frau lustig. Wepper fühlte sich beleidigt sowie verunglimpft und klagte vor dem Landgericht München I auf Unterlassung, Schadensersatz (Az.: U 26840/12) sowie Schmerzensgeld (Az.: 9 O 27677/12). In erster Instanz scheiterte Wepper mit einem Antrag auf einstweilige Verfügung; 2013 entschied dann das Oberlandesgericht München jedoch zugunsten Weppers und verpflichtete den Darsteller von Atze Schröder, bestimmte Aussagen zukünftig zu unterlassen. Die Klage auf Zahlung eines Schadensersatzes wurde abgewiesen.
Des Weiteren soll es am 11. März 2016 in einer Kölner Hotelbar zu einer körperlichen und verbalen Auseinandersetzung zwischen Atze Schröders Darsteller und Niels Ruf gekommen sein. Ruf forderte daraufhin Schmerzensgeld; es sei zudem schon einmal zu einem solchen Übergriff auf ihn gekommen. Im Juni 2016 fand die mündliche Verhandlung statt; es wurde ein Annäherungsverbot für den Darsteller ab drei Metern festgelegt.
Eine weitere gerichtliche Kontroverse ergab sich aus der Berichterstattung der Bild zu der Auseinandersetzung mit Ruf, da das Blatt den Namen des Atze-Schröder-Darstellers im März 2016 genannt hatte. Eine Unterlassungsklage wegen Verletzung seines allgemeinen Persönlichkeitsrechtes vor dem Landgericht Berlin scheiterte, im Januar 2018 erging das Urteil in der Hauptsache, nach dem die Boulevard-Zeitung den Namen des Darstellers hatte nennen dürfen. Die Bild berichtete unter erneuter Nennung des Namens über das Urteil; der Anwalt des Klägers, Christian Schertz, kündigte den Schritt in die Berufung an. Inzwischen nannten auch weitere Medien den Namen des Darstellers.

## Entschuldigung für Verbrechen der Wehrmacht
In einer Ausgabe der Fernsehsendung Markus Lanz im Februar 2020 sprach der Darsteller des Atze Schröder von der Kriegszeit seines Vaters, der ungefähr im gleichen Alter wie die in der Sendung anwesende Auschwitzüberlebende Eva Szepesi gewesen sein soll. In der Sendung entschuldigte er sich bei ihr für die Taten seines Vaters.
In Zusammenarbeit mit Till Hoheneder wurde im April 2022 eine Autobiografie mit dem Titel Blauäugig – Mein Leben als Atze Schröder veröffentlicht und darin von der Geschichte seiner Familie berichtet. In anderen Veröffentlichungen sprach der Darsteller von persönlichen Erfahrungen mit der Kirche.

## Filmografie

### Fernsehen
- 2000–2007: Alles Atze
- 2008: Atzes Sommer
- 2008: iMusic1 Special – Atze mit AC/DC
- 2008–2012: Comedy Adventskalender
- 2010: Der Comedy Olymp

### Filme
- 2004: 7 Zwerge – Männer allein im Wald
- 2006: 7 Zwerge – Der Wald ist nicht genug
- 2008: U-900
- 2025: Das Traumschiff – Miami

## Live-Programme
- 1998: Nur so geht’s
- 1999: Lecker
- 2001: Meisterwerke
- 2003: Goldene Zeiten
- 2005: Atze im Wunderland
- 2006: Kronjuwelen
- 2007: Mutterschutz
- 2009: Revolution
- 2011: Schmerzfrei
- 2013: Und dann kam Ute (Lesetour)
- 2014: Richtig Fremdgehen
- 2016: TURBO
- 2019: Echte Gefühle
- 2023: Erlöser

## Diskografie
- als Die The Proll
  - Circuit Break Vol.1
  - Intime Geständnisse
  - The Hardest Tour on Earth
- als Atze Schröder
  - 2000: Lecker (CD)
  - 2002: Meisterwerke (CD)
  - 2003: Atze Schröders Kaltstart (CD)
  - 2004: Atze Schröder Live – Goldene Zeiten (CD)
  - 2006: Die Live Kronjuwelen (DVD, DE: Platin)[29]
  - 2007: Atze im Wunderland (CD)
  - 2009: Mutterschutz (CD/DVD, DE: Gold)
  - 2010: 400% Atze (CD-Set)
  - 2011: Revolution (DVD)
  - 2012: Schmerzfrei (DVD)
  - 2015: richtig fremdgehen (DVD)

## Werke

### Bücher
- 2004: als Atze mit Jörg Reymann, Töne Stallmeyer: Atze Schröder – Der Comic. Egmont Ehapa Verlag, ISBN 3-7704-2936-2.
- 2013: als Atze: Und dann kam Ute. Roman, Wunderlich, ISBN 978-3-8052-5061-0.
- 2016: als Atze Schröder: Der Turbo von Marrakesch. Roman, Heyne Verlag, ISBN 978-3-641-20404-4.
- 2022: als Atze Schröder: Blauäugig – Mein Leben als Atze Schröder. Biografie, Edel Books, ISBN 978-3-8419-0798-1.

### Fiktive Biografie
Der Darsteller Atze Schröders hat für seine Figur eine Biografie erfunden, nach der diese 1965 als Thomas Schröder im Essener Stadtteil Kray geboren worden sei. Während seiner Schulzeit habe Atze Schröder großes Talent als Kunstturner gezeigt und sei Jugendmeister geworden. Anschließend habe er eine Ausbildung zum Tanzlehrer absolviert, eine Zeit lang Soziologie studiert. Seinen Lebensunterhalt habe er durch Schlagzeugspielen und Singen in verschiedenen Bands bestritten und dabei häufig an Urlaubsorten in Griechenland, Spanien und Portugal gespielt. Der Liebe wegen habe er zwei Jahre in Portugal verbracht, bis er Anfang der 1990er Jahre nach Deutschland zurückgekehrt sei. Mitte der 1990er Jahre habe er sich der Stand-up-Comedy zugewandt.

## Auszeichnungen des Darstellers als Atze Schröder
- 2000: Deutscher Comedypreis – Bester Comedy-Act für Alles Atze
- 2003: Deutscher Comedypreis – Bester Schauspieler in einer Comedy für Alles Atze
- 2003: Deutscher Fernsehpreis – Beste Sitcom für Alles Atze
- 2005: Deutscher Comedypreis – Beste Comedy-Serie für Alles Atze
- 2011: Deutscher Comedypreis – Bestes TV-Soloprogramm für Revolution
- 2012: Gewinner des Berlin-Preises Das große Kleinkunstfestival der Wühlmäuse
- 2013: 1 Live Krone – Beste Comedy
- 2016: Deutscher Comedypreis – Bestes TV-Soloprogramm für Atze Schröder live! Richtig Fremdgehen (RTL)
- 2019: Recklinghäuser Hurz, Heimat-Hurz[32]